# Dulcea, Mureș
Dulcea este un sat în comuna Ibănești din județul Mureș, Transilvania, România.